# Life of Sensitive Creatures
Life of Sensitive Creatures ist ein Jazzalbum des Tony Tixier Trio. Die am 28. und 29. April 2016 in  den Sear Sound Studios, New York City, entstandenen Aufnahmen erschienen 2018 auf Whirlwind Recordings.

## Hintergrund
Life of Sensitive Creatures stellt Tixiers fünftes Album unter eigenem Namen dar, ist aber sein erstes im klassischen Klavier/Bass/Schlagzeug-Trio-Format seit seinem Debütalbum Fall in Flowers, erschienen im Jahr 2006. Tixier hat dazwischen auch als Solist und in Septett- und Quartettbesetzungen aufgenommen, letzteres 2012 mit dem Altsaxophonisten Logan Richardson (Dream Pursuit). Tixiers Aktivitäten haben ihn schließlich in den Kreis von Musikern um Michael Janisch, Gründer und Inhaber von Whirlwind Recordings, geführt. Sein Debüt für das Label nahm Tixier mit zwei seiner engen musikalischen Partner auf, mit dem Bassisten Karl McComas Reichl und dem in Kanada geborenen Schlagzeuger Tommy Crane. Life of Sensitive Creatures legt den Schwerpunkt deutlicher auf Tixiers Eigenkompositionen als einige seiner vorangegangenen Alben, notierte Ian Mann. Das Album enthält aber auch drei sehr unterschiedliche Coverversionen, „Tight Like This“ von Louis Armstrong, „Darn That Dream“ von Jimmy Van Heusen und „Isn’t She Lovely?“ von Stevie Wonder.

## Titelliste
- Tony Tixier Trio: Life of Sensitive Creatures (Whirlwind Recordings WR4714)[2]

1. I Remember the Time of Plenty 5:21
2. Denial of Love 5:20
3. Tight Like This (Louis Armstrong) 3:57
4. Illusion 5:48
5. Home at Last 4:30
6. Calling Into Question 4:42
7. Darn That Dream (Jimmy Van Heusen) 5:29
8. Blind Jealousy of a Paranoid 4:11
9. Isn’t She Lovely? (Stevie Wonder) 2:36
10. Causeless Cowards 5:08
11. Flow 4:22

Wenn nicht anders vermerkt, stammen die Kompositionen von Tony Tixier.

## Rezeption

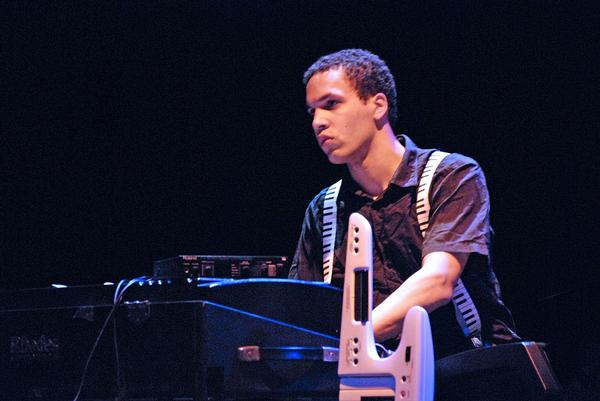
Tony Tixier

Ian Mann schrieb in The Jazz Mann, Life of Sensitive Creatures sei in vielerlei Hinsicht ein sehr persönliches Album des Pianisten. So zeige das Albumcover ein Foto des Säuglings Tixier in den Armen seiner Mutter, und der Eröffnungstrack „I Remember the Time of Plenty“ würde eine Nostalgie für die Kindheit durch eine Kombination aus hauchdünnen Melodien und überschwänglichen Upbeat-Grooves ausdrücken. Reichl und Crane seien voll und ganz auf Tixiers Vision eingestellt und ihr Spiel voller lebhafter Details und lebendiger Klangfarben. Tixier glänze auf diesem Album sowohl als akustischer Pianist als auch als Komponist, und dies sei Musik, die sich sofort als attraktiv erweise, die aber auch unter der Oberfläche eine Fülle überzeugender Details biete.
Bei all ihrer Verschiedenheit würden die Stücke beinahe nahtlos in einander übergehen, hieß es in der Rezension der Jazzzeitung, und wechselnde Gefühle zu einem Hörerlebnis verbinden. Es scheint, als habe Tixier die Flüchtigkeit zum Stilmittel erhoben: das Stück „Home at Last“ werde zum fröhlichen Blues, „Flow“ zum Strudel der Glückseligkeit. Die Musik klinge nie verkopft oder inhaltlich überfrachtet. Tixiers Kunst bestehe darin, übers plakativ Erzählende hinauszugehen.